# William Edmunds
Pour les articles homonymes, voir Edmunds.
Guillermo Bocconcini — né le 15 juillet 1886 à San Fele dans la province de Potenza (Basilicata), mort le 7 décembre 1981 à Los Angeles en Californie — est un acteur américain d'origine italienne, connu sous le nom de scène de William Edmunds.

## Biographie
Émigré dans sa jeunesse aux États-Unis où il s'installe définitivement, William Edmunds y entame sa carrière d'acteur au théâtre et joue notamment à Broadway (New York), où il débute en 1910 dans la comédie musicale The Young Turk, aux côtés de Mae Murray.
Outre une seconde comédie musicale en 1934, il joue également à Broadway dans trois pièces, la dernière étant Siege d'Irwin Shaw (1937, avec Abner Biberman et Rose Hobart).
Au cinéma, il contribue (comme second rôle de caractère ou dans des petits rôles non crédités) à quatre-vingt-onze films américains, depuis le court métrage Going Spanish d'Al Christie (1934, avec Bob Hope — dont c'est aussi le premier film —) jusqu'à Amour, Délices et Golf de Norman Taurog (1953, avec Jerry Lewis et Dean Martin).
Entretemps, citons La Ronde des pantins de Clarence Brown (1939, avec Norma Shearer et Clark Gable), La Tempête qui tue de Frank Borzage (1940, avec James Stewart et Margaret Sullavan), La vie est belle de Frank Capra (1946, avec James Stewart et Donna Reed), ou encore Haines de Joseph Losey (1950, avec Macdonald Carey et Gail Russell).
Pour la télévision, William Edmunds participe dans les années 1950 à cinq séries américaines, la dernière étant 77 Sunset Strip (un épisode, 1959), après quoi il se retire.

## Théâtre à Broadway
- 1910 : The Young Turk, comédie musicale, musique de Max Hoffman Sr., lyrics d'Harry Williams, livret d'Aaron Hoffman : Izzett Ali
- 1929-1930 : Salt Water de Dan Jarrett : Nick Dominick
- 1934 : Saluta, comédie musicale, musique de Frank D'Armond, lyrics de William Morrissey et Milton Berle, livret de William Morrissey : Pete Fondana
- 1935-1936 : Moon Over Mulberry Street de Nicholas Cosentino : Piccino Morello
- 1937 : Siege d'Irwin Shaw, production et décors de Norman Bel Geddes, mise en scène de Chester Erskine : Diaz

## Filmographie partielle

### Cinéma
- 1934 : Going Spanish d'Al Christie (court métrage) : Gaucho
- 1935 : L'Ombre d'un doute (Shadow of Doubt) de George B. Seitz : le majordome
- 1938 : Les Anges aux figures sales (Angels with Dirty Faces) de Michael Curtiz : le commerçant italien
- 1939 : La Ronde des pantins (Idiot's Delight) de Clarence Brown : Dumptsy
- 1939 : La Grande attraction (Fixer Dugan) de Lew Landers
- 1939 : Juarez de William Dieterle
- 1939 : Edith Cavell (Nurse Edith Cavell) d'Herbert Wilcox : Albert
- 1939 : La Mousson (The Rains Came) de Clarence Brown : M. Das
- 1939 : Geronimo le peau rouge (en) (Geronimo) de Paul Sloane
- 1939 : Tout se passe la nuit (Everything Happens at Night) d'Irving Cummings
- 1940 : Rendez-vous (The Shop Around the Corner) d'Ernst Lubitsch : un serveur
- 1940 : Il épouse sa femme (He Married His Wife) de Roy Del Ruth : un serveur
- 1940 : Know Your Money de Joseph M. Newman
- 1940 : Le Cargo maudit (Strange Cargo) de Frank Borzage
- 1940 : Earthbound d'Irving Pichel
- 1940 : La Tempête qui tue (The Mortal Storm) de Frank Borzage : Lehman, le concierge de l'université
- 1940 : Anne of Windy Poplars de Jack Hively
- 1940 : Gouverneur malgré lui (The Great McGinty) de Preston Sturges : un professeur au meeting du gymnase
- 1940 : L'Inconnu du troisième étage (Stranger on the Third Floor) de Boris Ingster
- 1940 : Le Tripot de La Havane (Girl from Havana) de Lew Landers
- 1940 : Slightly Tempted de Lew Landers
- 1940 : Escape de Mervyn LeRoy
- 1940 : Le Signe de Zorro (The Mark fo Zorro) de Rouben Mamoulian : un paysan à la vente de coqs
- 1940 : Girls Under 21 de Max Nosseck
- 1940 : You, the People de Roy Rowland
- 1941 : Joies matrimoniales (Mr. & Mrs. Smith) d'Alfred Hitchcock : le propriétaire de Lucy
- 1941 : Forbidden Passage de Fred Zinnemann
- 1941 : Baby Blues d'Edward L. Cahn
- 1941 : Knockout (en) de William Clemens
- 1941 : Barnacle Bill de Richard Thorpe : Joe Petillo
- 1941 : The People vs. Dr. Kildare de Harold S. Bucquet
- 1941 : Il était une fois (A woman's face) de George Cukor
- 1941 : L'aventure commence à Bombay (They Met in Bombay) de Clarence Brown : le barbier de l'hôtel
- 1941 : A Very Young Lady de Harold D. Schuster
- 1941 : Man at Large d'Eugene Forde
- 1941 : Associés sans honneur (Unholy Partners) de Mervyn LeRoy
- 1941 : Ici Londres (Paris Calling) d'Edwin L. Marin : Professeur Marceau
- 1942 : The Wife Takes a Flyer de Richard Wallace
- 1942 : Danseuse de cabaret (Juke Girl) de Curtis Bernhardt
- 1942 : Le Caïd (The Big Shot) de Lewis Seiler : Sarto
- 1942 : The Pied Piper d'Irving Pichel : un français
- 1942 : Carrefours (Crossroads) de Jack Conway
- 1942 : Correspondant de guerre (Berlin Correspondent) d'Eugene Forde : Hans Gruber
- 1942 : Casablanca de Michael Curtiz : le deuxième intermédiaire au café de Rick
- 1942 : Le Cygne noir (The Black Swan) d'Henry King : le crieur de la cité
- 1942 : Réunion en France (Reunion in France) de Jules Dassin
- 1943 : Un commando en Bretagne (Assignment in Brittany) de Jack Conway : Plehec
- 1943 : Tonight We Raid Calais de John Brahm
- 1943 : L'Ange des ténèbres (Edge of Darkness) de Lewis Milestone : un vieux marin
- 1943 : Intrigues en Orient (Background to Danger) de Raoul Walsh : le serveur informateur
- 1943 : Pour qui sonne le glas (For Whom the Bell Tolls) de Sam Wood : le premier soldat
- 1943 : Les Otages de la Moldau (Hostages) de Frank Tuttle
- 1943 : L'Île des péchés oubliés (Isle of Forgotten Sins) d'Edgar G. Ulmer : Noah, le chef indigène
- 1943 : Nid d'espions (The Fallen Sparrow) de Richard Wallace : Papa Lepetino
- 1943 : There's Something About a Soldier d'Alfred E. Green
- 1943 : Madame Curie de Mervyn LeRoy
- 1943 : Le Chant du désert (The Desert Song) de Robert Florey
- 1944 : La Septième Croix (The Seventh Cross) de Fred Zinnemann : Aldinger
- 1944 : Secrets of Scotland Yard de George Blair
- 1944 : Voyage sans retour (Till We Meet Again) de Frank Borzage : Henri Maret
- 1944 : Les Conspirateurs (The Conspirators) de Jean Negulesco : le vendeur de souvenirs aveugle
- 1944 : La Passion du Docteur Holmes (The Climax) de George Waggner : Léon, le concierge du théâtre
- 1944 : One Body Too Many de Frank McDonald
- 1944 : La Maison de Frankenstein (House of Frankenstein) de Erle C. Kenton : Fejos
- 1944 : Dangerous Passage de William Berke : Capitaine Saul

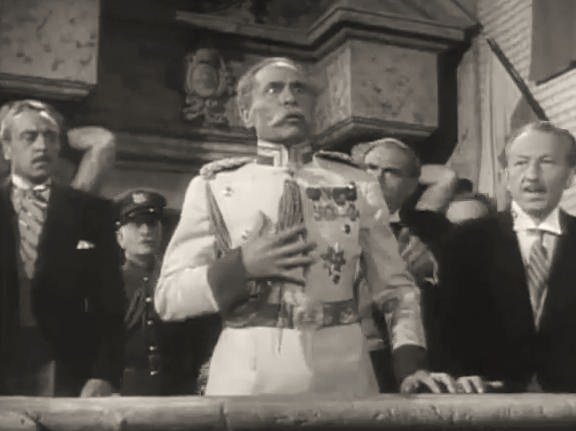
Au centre, dans À vos ordres, ma générale (1947)

- 1945 : Notre cher amour (This Love of Ours) de William Dieterle : José
- 1945 : Une cloche pour Adano (A Bell for Adano) d'Henry King : Tomasino, le pêcheur
- 1946 : La vie est belle (It's a Wonderful Life) de Frank Capra : M. Martini
- 1946 : Swamp Fire de William H. Pine : Émile Ledoux
- 1946 : Anna et le Roi de Siam (Anna and the King of Siam) de John Cromwell : Moonshee
- 1946 : La Bête aux cinq doigts (The Beast with Five Fingers) de Robert Florey : Antonio
- 1947 : L'Homme que j'aime (The Man I Love) de Raoul Walsh : Oncle Tony Toresca
- 1947 : Moments perdus (The Lost Moment) de Martin Gabel : Vittorio
- 1947 : À vos ordres, ma générale (Where There's Life) de Sidney Lanfield : le roi Hubertus II
- 1948 : Les Trois Mousquetaires (The Three Musketeers) de George Sidney : un aubergiste
- 1948 : Le Pirate (The Pirate) de Vincente Minnelli : un fonctionnaire de la cité
- 1949 : The Big Sombrero de Frank McDonald : Don Luis Alvarado
- 1949 : L'Extravagant M. Phillips (A Kiss in the Dark) de Delmer Daves : Kummel
- 1950 : Haines (The Lawless) de Joseph Losey : M. Jensen
- 1951 : Une veine de... (Double Dynamite) d'Irving Cummings : M. Baganucci
- 1953 : Amour, Délices et Golf (The Caddy) de Norman Taurog : Caminello

### Télévision
- 1959 : série 77 Sunset Strip, saison 2, épisode 6 Sing Something Simple de George Waggner : Papa Puccini